# Erich Mendelsohn
Erich Mendelsohn (pronunciación en alemán: /ˈeːʁɪç ˈmɛndl̩ˌzoːn/ⓘ; Allenstein (Prusia oriental), 21 de marzo de 1887 - San Francisco (EE. UU.), 15 de septiembre de 1953) fue un reconocido arquitecto del siglo XX, máximo exponente de la arquitectura expresionista en la década de 1920, así como por desarrollar un funcionalismo dinámico en sus proyectos para grandes almacenes y cines. Mendelsohn fue pionero de la arquitectura Art Déco y Streamline moderne, especialmente con su Mossehaus de 1921.

## Biografía
Erich Mendelsohn nació en Allenstein en 1887,  que entonces formaba parte de Prusia Oriental y hoy es Olsztyn (Polonia). Estudió ciencias económicas en la Universidad de Múnich antes de decantarse por la arquitectura en 1908. Comenzó sus estudios en la Universidad Técnica de Berlín, aunque regresaría a Múnich para graduarse cum laude en 1912. Durante su etapa de estudiante, aprendió de maestros como Theodor Fischer, con influencias neoclásicas y del Jugendstil, en particular de Joseph Maria Olbrich y de Van de Velde. Por otro lado también entraría en contacto con grupos de artistas expresionistas. En todo caso siempre existió un arquitecto al que Mendelsohn veneró de forma especial, el estadounidense Frank Lloyd Wright, de quien fue amigo personal.
Tras establecerse en Múnich como arquitecto, en 1915 contraería matrimonio con la chelista Luise Maas. A través de ella conocería a otro aficionado al cello, el astrofísico Erwin Finlay-Freundlich cuyo hermano era el director del Kaiser Wilhelm Institut für Physikalische Chemie und Elektrochemie (hoy el Instituto Fritz Haber del Instituto Max Planck). Gracias a ellos, Mendelsohn tuvo la oportunidad de proyectar y construir su obra cumbre, la Einsteinturm o Torre Einstein.

### Carrera en la arquitectura
A finales de 1918, a su regreso de la Primera Guerra Mundial, estableció su práctica en Berlín. El Einsteinturm y la fábrica de sombreros de Luckenwalde consolidaron su reputación. El diseño de Mendelsohn incluía cuatro naves de producción, una caldera, una sala de turbinas, dos porterías y una sala de teñido. La nave de teñido se convirtió en un rasgo distintivo de la fábrica, el edificio tenía forma de una moderna campana de ventilación que expulsaba los humos tóxicos utilizados en el proceso de teñido. La estructura incluso se parecía irónicamente a un sombrero.
Ya en 1924, Wasmuths Monatshefte für Baukunst (una serie de revistas mensuales sobre arquitectura) publicó un folleto sobre su obra. Ese mismo año, junto con Ludwig Mies van der Rohe y Walter Gropius, fue uno de los fundadores del grupo arquitectónico progresista conocido como Der Ring. Su práctica empleó hasta cuarenta personas, entre ellas, como aprendiz, Julius Posener, más tarde historiador de la arquitectura. El trabajo de Mendelsohn encapsuló el consumismo de la República de Weimar, más particularmente en sus tiendas: las más famosas los Grandes Almacenes Schocken. Sin embargo, también estaba interesado en los experimentos socialistas que se estaban realizando en la URSS, donde diseñó la Fábrica Textil Bandera Roja en 1926 (junto con el arquitecto principal de este proyecto, Hyppolit Pretreaus). Sus oficinas del periódico Mossehaus y el cine Universum también fueron muy influyentes en el art déco y Streamline moderne.

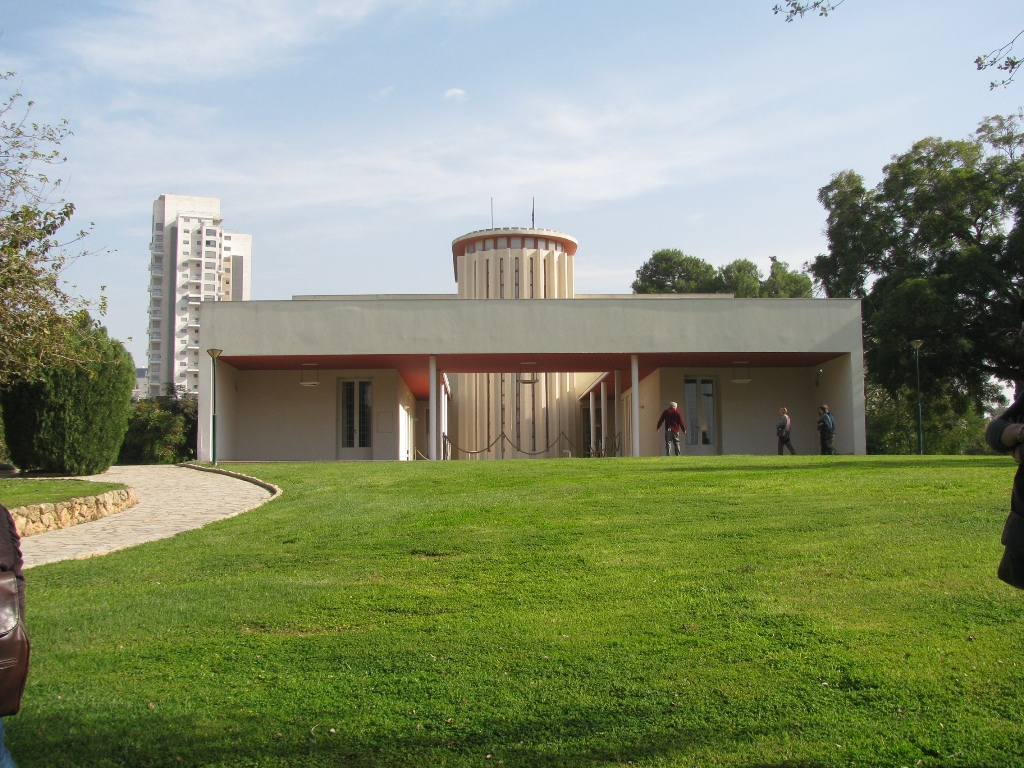
Residencia Weizmann, Instituto Weizmann de Ciencias, Rehovot.

En 1926 compró una antigua villa y en 1928 diseñó Rupenhorn, de casi 4.000 m2, que la familia ocupó dos años más tarde. Con una costosa publicación sobre su nuevo hogar, ilustrada entre otros por Amédée Ozenfant, Mendelsohn se convirtió en objeto de envidia.

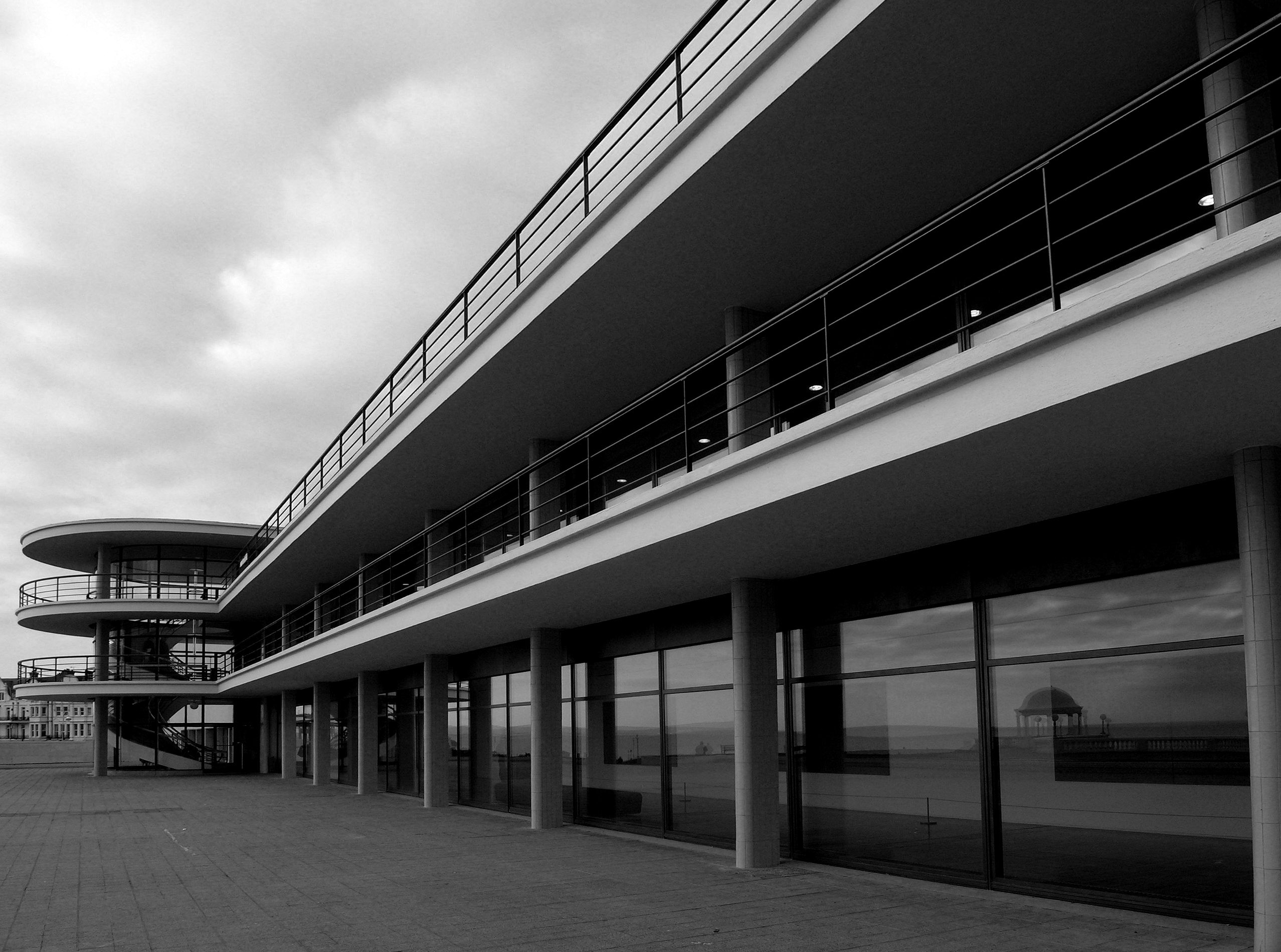
De La Warr Pavilion en Bexhill on Sea.

En la primavera de 1933, ante el creciente antisemitismo y el ascenso de los nazis en Alemania, huyó a Inglaterra. Los nazis le confiscaron sus bienes, borraron su nombre de la lista de la Unión de Arquitectos Alemanes y le excluyeron de la Academia Prusiana de las Artes. En Inglaterra formó un estudio de arquitectura con Serge Chermayeff, que continuó hasta finales de 1936, y juntos diseñaron dos importantes casas privadas - Cohen House y Shrubs Wood - y el De La Warr Pavilion, un complejo de ocio y arte en la ciudad costera de Bexhill-on-Sea, encargado y pagado por el terrateniente local.
Mendelsohn conocía desde hacía tiempo a Chaim Weizmann, más tarde Presidente de Israel. A principios de 1934 comenzó a planificar en nombre de Weizmann una serie de proyectos en Palestina durante el Mandato Británico. En 1935, abrió una oficina en Jerusalén y planificó edificios de piedra de Jerusalén en el Estilo internacional que influyó enormemente en la arquitectura local. En 1938, disolvió su oficina de Londres. Al mismo tiempo, él y su esposa recibieron la ciudadanía británica y él cambió su nombre por el de "Eric"; la nueva ciudadanía también les permitió emitir avales y, por tanto, traer a otros miembros de la familia a Gran Bretaña. En Palestina, Mendelsohn construyó muchos edificios ahora famosos: Casa Weizmann y tres laboratorios en el Instituto Weizmann de Ciencias, Banco Anglo-Palestino en Jerusalén, Hospital Hadassah en Monte Scopus, Hospital Rambam en Haifa y otros.
Desde 1941 hasta su muerte, Mendelsohn vivió en Estados Unidos y enseñó en la Universidad de California, Berkeley. Hasta el final de la Segunda Guerra Mundial sus actividades se limitaron, debido a su condición de inmigrante, a conferencias y publicaciones. Sin embargo, también trabajó como asesor del gobierno estadounidense. Por ejemplo, en 1943 colaboró con el Ejército de los Estados Unidos y la Standard Oil para construir "German Village", un conjunto de réplicas de típicas urbanizaciones obreras alemanas, que serían de vital importancia para adquirir los conocimientos y la experiencia necesarios para llevar a cabo el bombardeo incendiario de Berlín.  En 1945 se estableció en San Francisco. Desde entonces y hasta su muerte en 1953 emprendió diversos proyectos, la mayoría para comunidades judías.

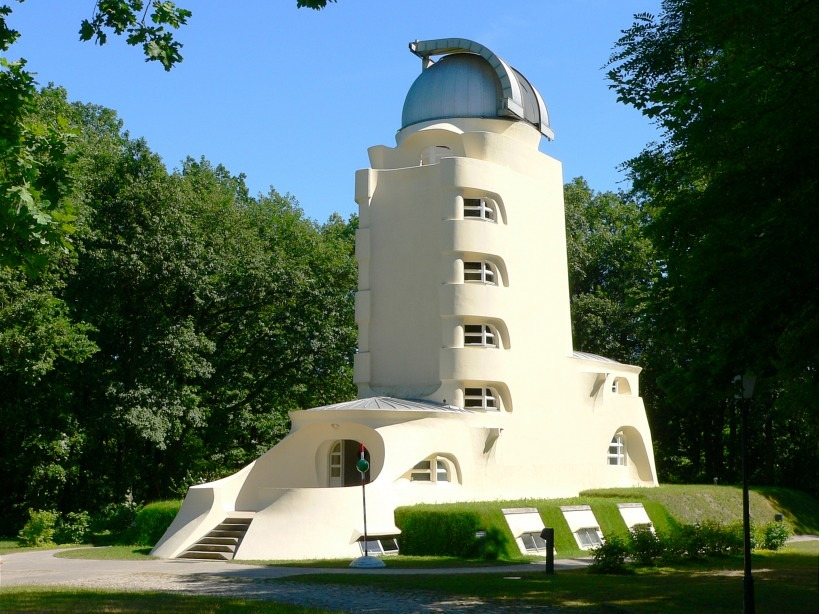
Torre Einstein en la ciudad alemana de Potsdam.

#### La Torre Einstein
La Einsteinturm o Torre Einstein, considerada como una de las obras maestras del expresionismo arquitectónico, fue terminada en 1921 e inaugurada en 1924 y le valió a Mendelsohn ser considerado el único "revolucionario nato" de su generación. No solo se trata de una obra de estética impactante, dentro del mismo estilo expresionista que caracteriza los numerosos edificios imaginarios dibujados por Mendelsohn en los años anteriores a la realización de este proyecto , sino que además es un observatorio astrofísico capaz de cumplir hoy las funciones que le son propias.
La Torre Einstein fue también la respuesta al interrogante sobre el talento práctico y constructivo de este arquitecto. La obra fue financiada por el Estado prusiano y aportaciones privadas y, aunque Mendelsohn tuvo que aceptar una serie de condiciones impuestas por el destino práctico del edificio -telescopio y laboratorio-, gozó de suficiente libertad para diseñar los detalles y disponer las habitaciones accesorias y los accesos a la torre. 
Como se indica más abajo, en el apartado dedicado a la Torre Einstein en "Obras", la Einsteinturm fue concebida para ser edificada en hormigón -en la mencionada entrada pueden verse los problemas técnicos durante su construcción-, material que permitía, según Mendelsohn, explorar toda la dimensión escultórico-artística del arte arquitectónico.
El edificio causó un considerable impacto en su época, le dedicaron todo género de comentarios y, como recuerda Wolfgang Pehnt -en "La Arquitectura Expresionista"-, alguien pensó, al ver la estructura escultórica y monolítica del edificio -de una pieza, que sugiere un juego de palabras con el nombre de Einstein, "ein Stein", que significa "una piedra"-, que este era un homenaje a su futuro usuario, el famoso físico alemán. Bruno Zevi también ve en el observatorio un homenaje a la Teoría de la Relatividad y la expresión de "una cuarta dimensión": "Aquí el factor tiempo es intrínseco a la formación del objeto, que brota ...y se apodera del espacio". Einstein mismo, según se cuenta, no permaneció insensible ante la construcción que lleva su nombre y exclamó "¡orgánico!" al verla por primera vez.
La Torre Einstein trajo consigo admiradores con dinero y nuevos encargos y la fama, para Mendelsohn, de ser el único arquitecto afortunado de aquella época, como señala Wolfgang Pehnt, ya que pocos tuvieron la oportunidad de ver realizado un proyecto tan personal.

### El exilio
El ascenso de las tendencias antisemitas en Alemania provocó que, al ser de familia de religión judía, emigrase a Inglaterra en la primavera de 1933. Su considerable fortuna fue confiscada por los nazis, se le expulsó de la Unión de Arquitectos de Alemania y de la Academia de las Artes de Prusia.
En Inglaterra comenzó su colaboración profesional con Serge Chermayeff, que continuaría hasta 1936. Gracias a su amistad con Jaim Weizmann, que posteriormente sería presidente de Israel, comenzó varios proyectos en Palestina en 1934. La tierra "prometida" le cautivó. En sus conversaciones con el futuro presidente del Estado de Israel, Mendelsohn expresa la necesidad de una arquitectura que contribuya a dar prestigio a la causa judía. Su monumental proyecto para la Universidad Hebrea de Jerusalén en el Monte Scopus en Jerusalén no se realizó por completo. En 1935 abriría un estudio en Jerusalén. En 1938, una vez disuelta su oficina de Londres, adquirió la nacionalidad británica y cambió su nombre de pila por Eric.
Mendelsohn resumía así su trayectoria profesional hasta este momento: "En Berlín necesité veinte años para afirmarme; en Londres, dos y, aquí (en Palestina), dos meses".
En 1941 se trasladó a los Estados Unidos, donde viviría el resto de sus días. Durante la Segunda Guerra Mundial, dadas las limitaciones de su condición de inmigrante, su trabajo se limitó a conferencias y publicaciones, así como asesor ocasional de gobierno. Por ejemplo, en 1943 colaboró con el ejército estadounidense y la Standard Oil para construir la German Village (Aldea Alemana), un conjunto de réplicas de viviendas típicas de la clase trabajadora alemana, que sería de importancia clave para adquirir los conocimientos y la experiencia necesarios para llevar a cabo el bombardeo de Berlín..Una vez acabada la guerra se estableció en San Francisco, donde realizó varios proyectos sobre todo para la comunidad judía, hasta su muerte en 1953.

## Obras
Obras en Alemania:

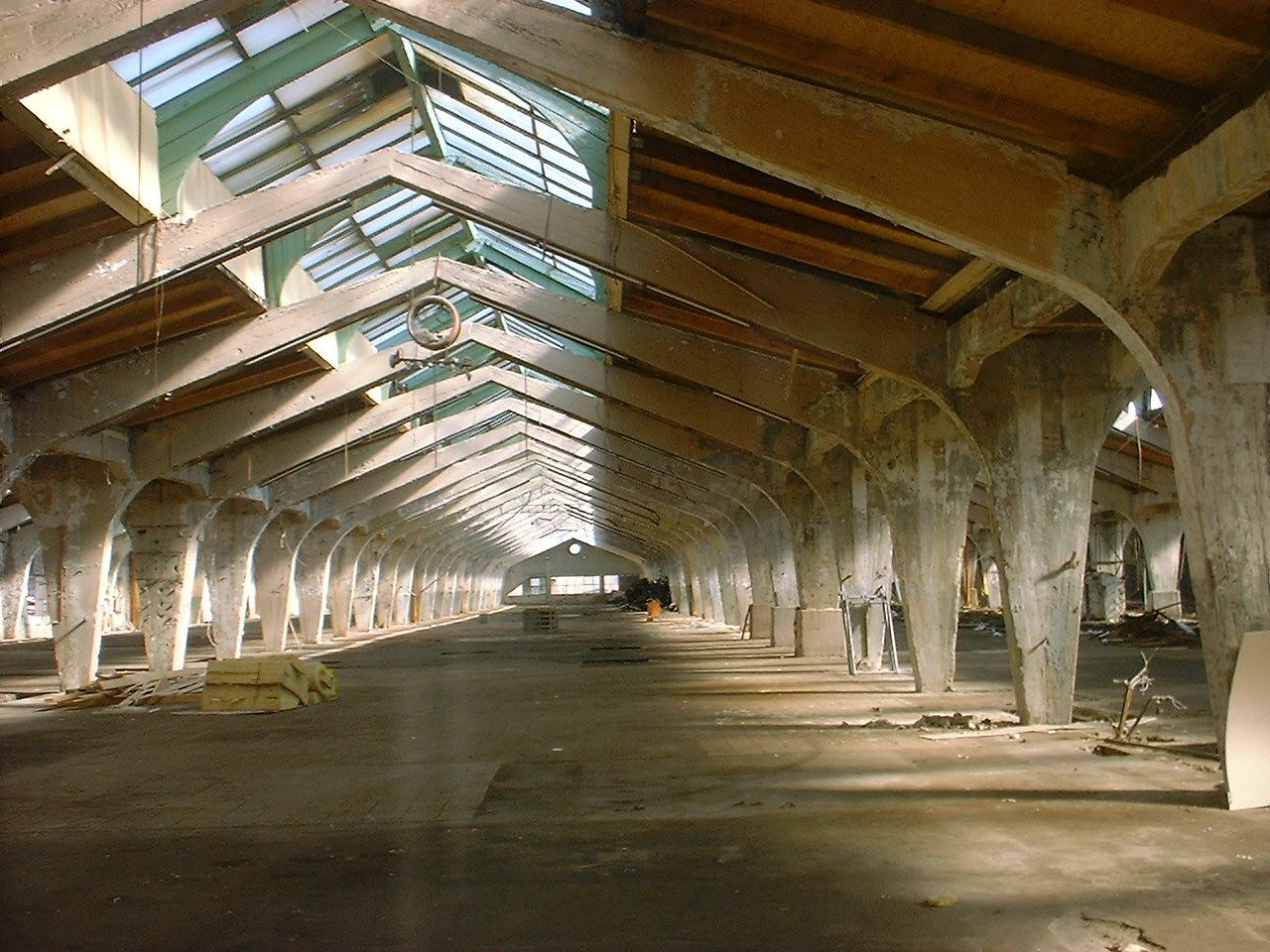
Interior de la fábrica de sombreros en Luckenwalde.

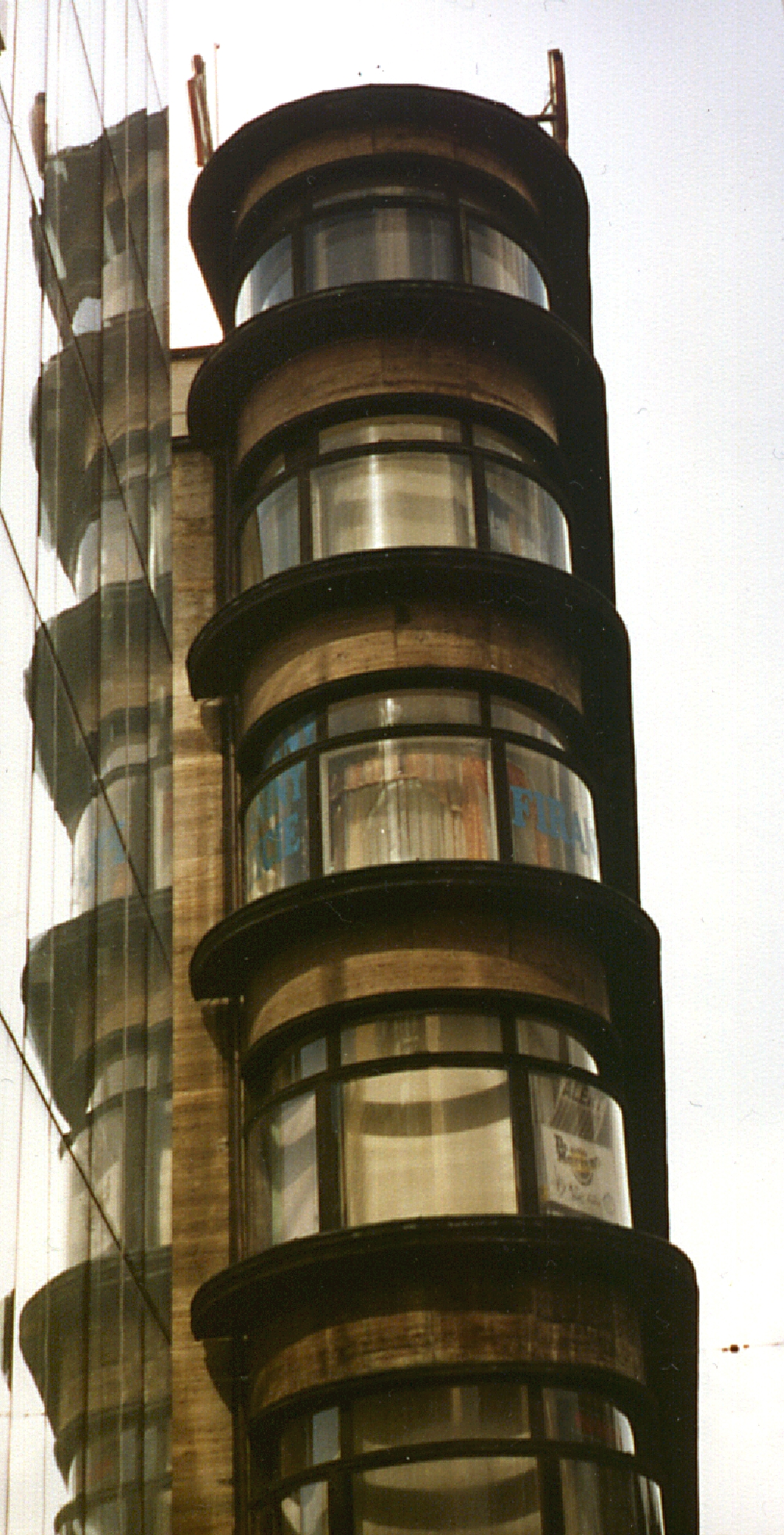
Centro comercial Petersdorff en Breslau.

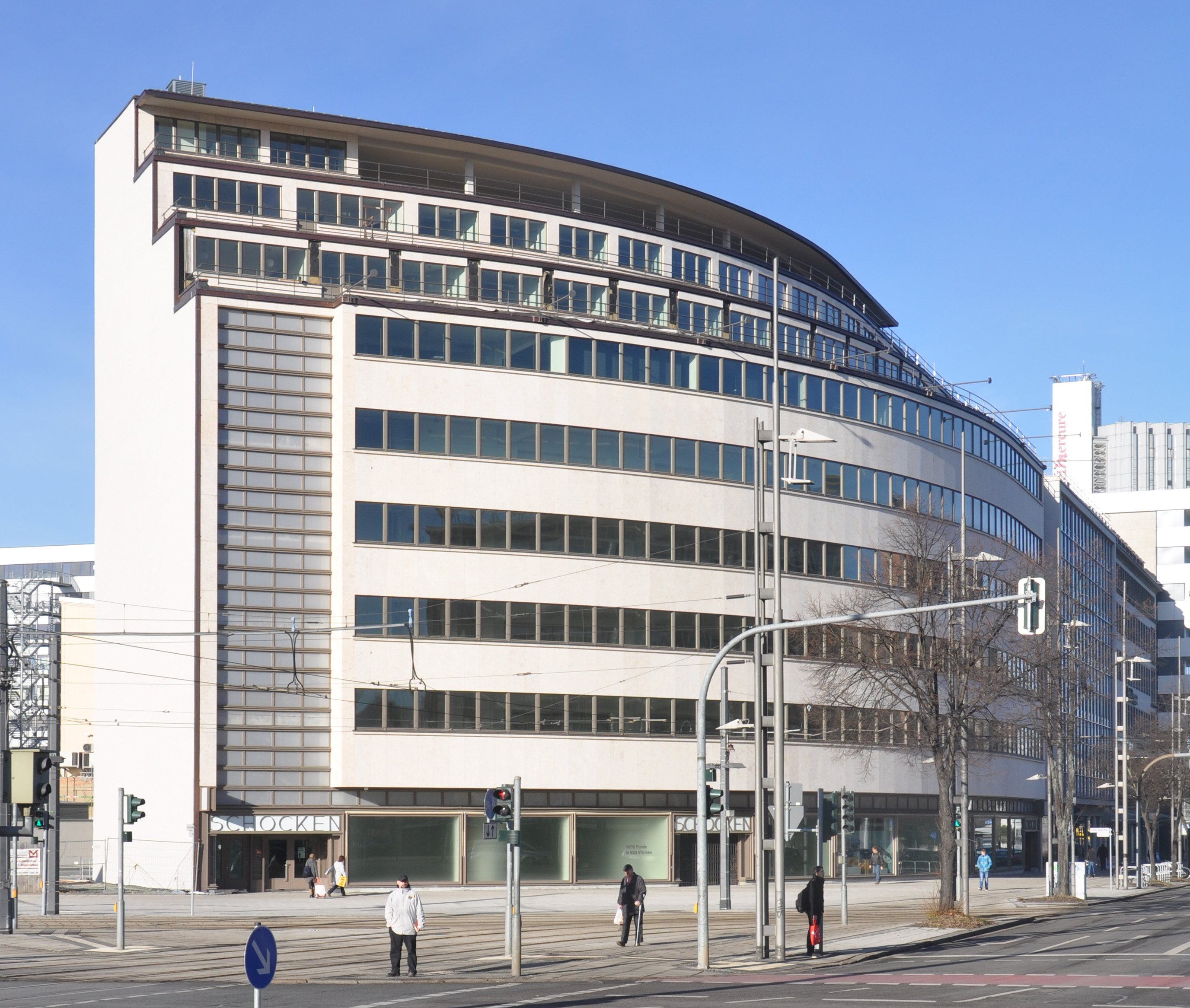
Centro comercial Schocken en Chemnitz.

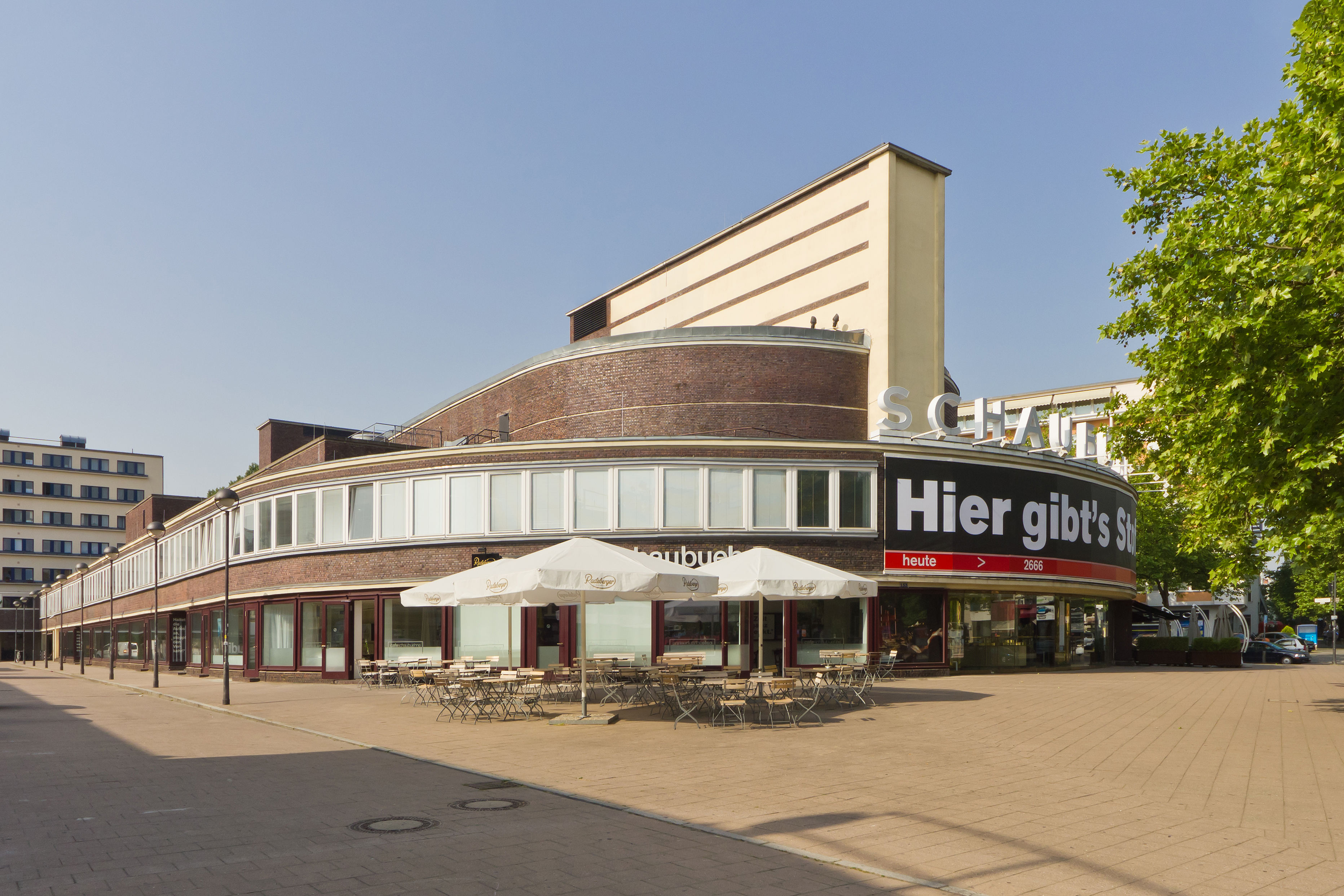
Complejo Woga con teatro Schaubühne, (1927-1931) Berlín.

- Colonia de trabajadores para La Unión de Constructores en Luckenwalde (1919-1920)
- Pabellón de jardín para la familia Herrmann, Luckenwalde (1920)
- Taller de la fábrica de sombreros Herrmann, Luckenwalde (1919-1920)
- Reforma del edificio de administración de la compañía de seguros Hausleben, Berlín (1920)
- Torre Einstein (Observatorio en Telegraphenberg) en Potsdam, 1917-1921. El edificio, con su forma expresiva que aparenta estar hecha de hormigón, en realidad está construida con ladrillo y recubierta con mortero. Mendelsohn afirmó que se debió a problemas de suministro, si bien se cree que la extraordinaria dificultad del encofrado fue lo que motivó la elección del material.
- Villa doble en Karolingerplatz, Berlín (1921-1922)
- Fábrica de sombreros Steinberg, Herrmann & Co, Luckenwalde (1921-1923)
- Reforma y ampliación de la editorial Rudolf Mosse, Mossehaus, Berlín (1921-1923)
- Fábrica de seda Weichmann, Gleiwitz, Silesia (1922)
- Villa del Dr. Sternefeld, Berlín, (1923-1924)
- Fábrica de pieles de C. A. Herpich e hijos, Berlín (1924-1929)
- Almacenes Schocken, Núremberg (1925-1926)
- Ampliación y reforma de los Almacenes Cohen & Epstein, Duisburg (1925-1927)
- Villa del Dr. Bejach, Berlin-Steinstücken (1926-1927)
- Centro comercial Schocken, Stuttgart (1926-1928) (demolido en 1960).
- Pabellón de exhibición de la editorial Rudolf Mosse en la Pressa de Colonia (1928)
- Tienda Rudolf Petersdorff, Breslau (1927-1928)
- Woga-Komplex y cine Universum, Berlín (1925-1931)
- Jüdischer Friedhof (cementerio judío), Kaliningrado, Prusia occidental (1927-1929)
- Almacenes Schocken, Chemnitz 1927-1930, conocido por su frente arqueado con bandas horizontales de ventanas.
- Su propia casa, Am Rupenhorn, Berlín (1928-1930)
- Sede del sindicato de trabajadores del metal, Berlín-Kreuzberg (1928-1930)
- Casa Columbus, Potsdamer Platz, Berlín (1928-1932), originalmente una tienda para las Galerías Lafayette, no confundir con la Columbia-Haus en Berlin-Tempelhof, que fue demolida en 1938.
- Centro juvenil judío, Essen (1930-1933)
- Dobloug Garden store, Oslo, Noruega (1932). construida por Rudolf Emil Jacobsen según los planos de Mendelsohn

Obras en otros países:
- Red Flag Textile Factory, Leningrado, 1926.
- Bachner department store en Ostrava (1932-1933)

Obras en Inglaterra, en colaboración con Serge Chermayeff.
- Pabellón De La Warr, Bexhill-on-Sea, Sussex, (1934).
- Casa Nimmo, Chalfont St. Giles, Buckinghamshire, (1933-1935).
- Casa Cohen (Coeh House), Chelsea, Londres (1934-1936). Posteriormente se ha renombrado como Hamlyn House y fue restaurada y ampliada por Norman Foster
- Firma Gilbey, Camden Town, Londres (1935-1936).

Obras en Israel: 
- Villa Weizmann, en el campus del Instituto Científico Weizmann, Rejovot cerca de Tel Aviv (1935-1936). También proyectó para ellos un grupo de tres edificios, que hoy día albergan alta-resolución (NMR), biología (MRI), y el centro Kimmel para la arqueología, respectivamente.
- Villa y biblioteca Salman Schocken, Jerusalén (1934-1936)
- Universidad Hebrea de Jerusalén, (1934-1940)
- Hospital universitario Hadassah, Jerusalén (1934-1939)
- Sede del Banco Anglo-Palestino, Jerusalén (1936-1939)
- Hospital Gubernamental, Haifa (1937-1938)

Obras en Estados Unidos: 
- Sinagoga B'Nai Amoona, hoy Center of Creative Arts, University City, Misuri (1946-1950)
- Hospital Maimonides, San Francisco (1946-1950)
- Sinagoga del parque (Park Synagogue), Cleveland, Ohio (1946-1953)
- Casa Russell, San Francisco (1947-1951)
- Sinagoga Emanu-El, Grand Rapids, Míchigan, (1948-1954)
- Templo Mount Zion (Mt. Zion Temple), St. Paul, Minnesota (1950-1954)

## Obra escrita
- Medelsohn, Erich (1926). Amerika. Bilderbuch eines Architekten. Berlín: Nachdruck Da Capo Press. ISBN 0-306-70830-2. (en alemán).

- Medelsohn, Erich (1929). Rußland - Europa - Amerika. Ein architektonischer Querschnitt. Berlín. (en alemán).

- Medelsohn, Erich (1932). Neues Haus - Neue Welt. Mit Beiträgen von Amédée Ozenfant und Edwin Redslob. Berlín. (en alemán).